# 王玄载
王玄載（413年—488年），字彥休，自稱太原郡祁縣人，因其宗族居於下邳而以其為下邳郡人。王玄載是劉宋左光祿大夫王玄謨的堂弟，父親王宰是北魏北地太守，父親王蕤仕宋為東莞太守。

## 生平
王玄載初任江夏王劉義恭之江夏國侍郎、太宰行參軍。宋明帝即位後出任長水校尉。泰始二年（466年）年末，王玄載隨張永領大軍迎降徐州刺史薛安都等，並圖示威淮上，卻令薛安都等轉求北魏入援自保，張永等軍終敗予南下的北魏軍，王玄載在大軍敗退之際就領兵據守下邳，朝廷亦因當時情勢，板命王玄載為徐州刺史、持節監徐州豫州梁郡諸軍事、寧朔將軍、平胡中郎將，不久再加領山陽東海二郡太守，希望以王玄載在當地的聲望穩定人心。泰始五年（469年），王玄載以寧朔將軍、東海太守改督青兗二州刺史。
泰始七年（471年），王玄載以寧朔將軍復任徐州刺史，督徐兗二州刺史、鍾離太守。後轉左軍將軍，又復以寧朔將軍任歷陽太守。十二月，朝廷復立南豫州，王玄載以冠軍將軍、歷陽太守出任持節都督豫州及南豫州二州、南豫州刺史。後轉任撫軍司馬，再在元徽元年（473年11月14日）外任為使持節督梁南北秦三州軍事、冠軍將軍、西戎校尉、梁秦二州刺史。後進號征虜將軍，元徽四年（476年3月3日）改督益寧二州軍事、益州刺史、建寧太守。
昇明元年（478年），荊州刺史沈攸之起兵反對執政的蕭道成，王玄載起兵支持蕭道成，遂在事後進號後軍將軍，封鄂縣子。後徵入朝任散騎將軍，領後軍，但未拜官就遇上蕭道成篡位建齊，王玄載入齊轉左民尚書，爵位維持。建元二年（480年），北魏南侵，南兗州刺史王敬則畏敵而棄州奔還建康，遂令當地人心紛亂，王玄載就受命以本官出領廣陵太守，加平北將軍，假節行南兗州刺史。北魏撤軍後，王玄載轉任光祿大夫、員外散騎常侍。永明四年（486年），改任持節監兗州緣淮諸軍事、平北將軍、兗州刺史。永明六年（488年），王玄載去世，時年七十六歲，諡為烈子。

## 家庭

### 同輩
- 王玄邈，玄載弟，在齊官至平北將軍、南兗州刺史，河陽壯侯。
- 王玄謨，玄載堂兄，在宋官至左光祿大夫、護軍將軍。
- 王玄象，玄謨弟，官至下邳太守。

## 延伸阅读
[在维基数据编辑]
 《南齊書·卷27》，出自萧子显《南齊書》